# Bernhard Landbrecht
Bernhard Landbrecht (* 1952 in München) ist ein deutscher Architekt und Stadtplaner.

## Werdegang
Bernhard Landbrecht studierte von 1973 bis 1978 Architektur an der TU München, lehrte von 1980 bis 1983 als Akademischer Rat bei Helmut Gebhard am Lehrstuhl für Ländliches Bau- und Siedlungswesen und von 1984 bis 1991 an der Fachhochschule Regensburg. 1985 schloss er seine Große Staatsprüfung zum Regierungsbaumeister ab. Zwischen 1984 und 2001 arbeitete Landbrecht mit Helmut Gebhard und Günter Wagmann in München zusammen und führte das Büro „ArchitekturBüro Landbrecht“ bis 2023 weiter. Seit 2017 ist Bernhard Landbrecht Stadtheimatpfleger der LH München und übernahm das Amt als Nachfolger von Gert Fritjof Goergens. Bernhard Landbrecht ist seit 2011 verantwortlicher Redakteur der Architekturzeitschrift „Der Bauberater“ des Bayerischen Landesvereins für Heimatpflege. Landbrecht ist Mitglied im Bund Deutscher Architekten, der Deutschen Akademie für Städtebau und Landesplanung und des Bayerischen Landesvereins für Heimatpflege.
Preisrichtertätigkeiten
Landbrecht ist auch als Fachpreisrichter tätig. Im Jahr 2003 saß er in der Jury für den Gestaltungspreis der Stadt Dachau. In den meisten Fällen ist er Vorsitzender der Jurys, wie in den Wettbewerben - Ideenwettbewerb für das „Quartier an der Krankenhausstraße“; Neugestaltung von Straßen und Plätzen, Markt Untergriesbach; Ortsmitte Taufkirchen; Erweiterung und Umstrukturierung der Wolfsteiner Werkstätten, Passau; Landshut West; Ortsmitte Krailing; Abbruch und Neubau der Bauteile A und B des Gymnasiums Ottobrunn; Neubau Sporthalle, Ismaning; Ehemaliges AOA Gelände, Gauting.

## Bauwerke und Masterpläne

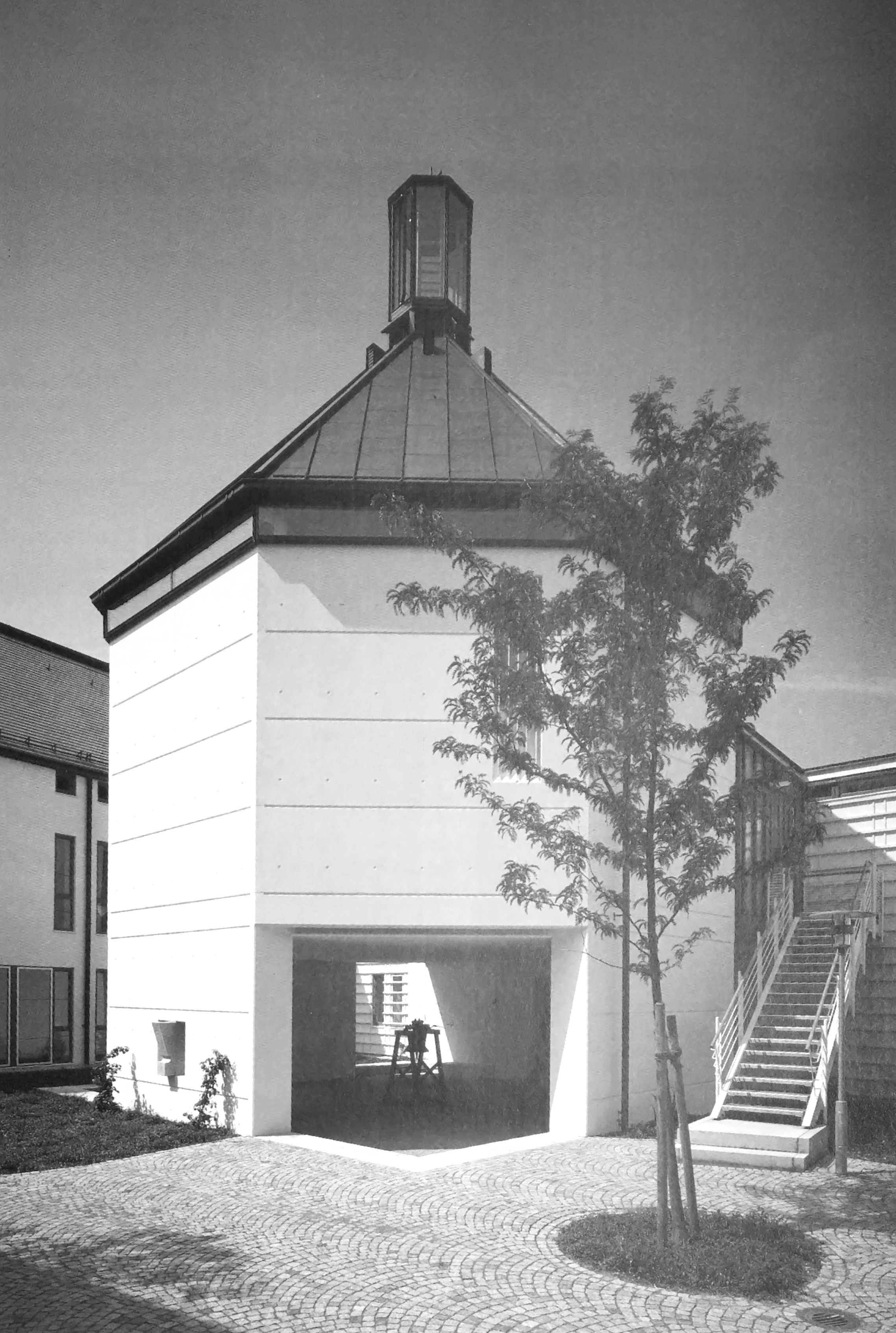
Dominikanerinnenkloster, Dießen am Ammersee

Als Mitglied der Architektengemeinschaft „Gebhard Landbrecht Wagmann“:
- 1984–1993: Neugestaltung der Altstadt, Dachau
- 1987–1989: Seminar- und Internatsgebäude, Grub-Poing mit Andrea Gebhard und Dieter Herrschmann[13][14]
- 1988–1993: Dominikanerinnenkloster, Dießen am Ammersee
- 1986–2000: Umbau und Erweiterung der Mädchenrealschule, Dießen am Ammersee
- 1983–1993: Masterplan Seidlkreuz-Mitte, Eichstätt mit Gerhart Teutsch und Partner[15]
- 1991–1996: Studentenwohnheim am Seidlkreuz, Eichstätt mit Gerhart Teutsch und Partner
- 1994–1996: Wohnhof der Landesvolkshochschule, Steingaden
- 1985–1997: Masterplan Seidlkreuz-Ost, Eichstätt mit Gerhart Teutsch und Partner[16]
- 1997–2001: Städtebauliche Planung Burgweinting Mitte, Regensburg

Eigene Bauten:
- 1995–2000: Landesgartenschau, Memmingen mit Christian Stadler, Gebhard Mahl und Helmut Wartner
- 1992: Städtebaulicher Wettbewerb „Hüttenthaler Feld“, Tittmoning mit Christian Stadler
- 1996: Feuerwehrhaus Dachau mit Christian Stadler
- 2001–2015: Umbau und Erweiterung der Mädchenrealschule, Dießen am Ammersee
- 2001: Feuerwehrhaus, Neuried
- 2003: Pfarrzentrum St. Valentin, Unterföhring[17]
- 2007–2010: Kultur- und Bildungszentrum, Ismaning[18]
- 2004–2010: Rottal Terme, Bad Birnbach mit Landschaftsarchitekt Hermann Brenner[19]
- 2009–2010: Pfarrzentrum St. Georg, Aßling[20]
- 2015: Autobahnmeisterei, Nürnberg-Fischbach
- 2021: Weiterbauen Pfarrzentrum Lutherkirche, München-Giesing

## Auszeichnungen und Preise
- 1998: Deutscher Städtebaupreis für die Stadtteilplanung „Hüttenthaler Feld“, Stadt Tittmoning
- 2016: Anerkennung – Architekturpreis der Stadt Nürnberg für Autobahnmeisterei, Nürnberg-Fischbach
- 2017: Anerkennung – Preis Bauen im Bestand für Autobahnmeisterei, Nürnberg-Fischbach
- 2024: Anerkennung – Bayerischer Architekturpreis